# Clotilde-Suzanne Courcelles de Labrousse
Clotilde-Suzanne Courcelles de Labrousse, eller Suzette Labrousse, född 1747, död 1821, var en fransk franciskanernunna som förutsade franska revolutionen och användes av Maximilien de Robespierre och jakobinerna som redskap för politisk propaganda. 

## Biografi
Suzette Labrousse föddes som medlem av en förmögen och möjligen adlig familj. Hon utbildades i ett kloster av ursulinerorden i Périgueux, och blev 1766 medlem av franciskanerorden. Hon ansåg sig tidigt vara kallad till att bli en profet för att omvända världens syndare, och framförde åsikten att kyrkan och kristendomen måste renas för att kunna bli mäktig igen och resa sig ur det förfall den just då befann sig i. Hon började predika offentligt med tillstånd från biskopen i Périgueux, och ska ha förutsagt den franska revolutionen innan den inträffade år 1789. 
År 1790 kom Suzette Labrousse till Paris i sällskap med Pierre Pontard och predikade mot påvedömet och organisationen av prästerskapet i Bathilde av Orléans salong. Under denna tid mötte hon Maximilien Robespierre och Catherine Théot. Pierre Pontard publicerade 1792–1793 hennes skrifter, finansierade av Bathilde av Orléans, där revolutionen tolkades till den undergång hon hade förutsagt, och jakobinpartiet till de frälsare som skulle rena det förfall som hade orsakats av den gamla kyrkans förvärldsligande. Labrousse fick stöd av flera radikaler inom både religiösa och jakobinska kretsar, och bad om dessas stöd att presentera sina idéer om den förfallna kyrkans rening för påven. 
År 1792 färdades Suzette Labrousse till Italien för att framlägga jakobinernas frihetsprinciper för påven som en nyordning för kyrkans organisation. Hon predikade i flera städer längs vägen, men blev inte väl emottagen i Italien. Hon förvisades från Bologna, och arresterades sedan i Viterbo, varefter hon fördes till Rom där hon dömdes till livstids fängelse. Labrousse frigavs när Rom erövrades av Frankrike 1798 och återvände till Paris, där hon dog omgiven av sina anhängare.